# Hermann Finger
Hermann Finger (* 1. August 1864 in Alzey; † 4. September 1940 in Darmstadt) war ein deutscher Chemiker.

## Leben
Hermann Finger wurde 1864 als Sohn des späteren Staatsministers und Regierungschefs im Großherzogtum Hessen Jakob Finger (1825–1904) in der rheinhessischen Kleinstadt Alzey geboren. Ab dem 6. Lebensjahr besuchte er die Vorschule des Realgymnasiums in Alzey. Da sein Vater 1872 nach Darmstadt wechselte, besuchte Hermann Finger zunächst eine Privatschule und wurde im Herbst 1876 in das Großherzogliche Ludwigsgymnasium aufgenommen. An Ostern 1883 legte er die Maturitätsprüfung ab. 
Finger studierte ab Herbst 1883 Chemie an der Universität Leipzig. Er wurde dort 1888 zum Dr. phil. promoviert. Sein Betreuer war Anton Weddige (1843–1932). Der Titel der Dissertation lautete „Über Benzazimid“. Nach der Promotion wechselte er 1891 als Assistent am Chemischen Institut an die Universität Gießen. Dort habilitierte er sich am 28. Mai 1894 mit einer Arbeit „Über Derivate des o-Amidobenzamids und o-Amidobenzhydazids“. Seine Habilitation erfolgte bei Alexander Naumann (1837–1922), der zu diesem Zeitpunkt Ordinarius für Chemie an der Universität Gießen war. Nach einer dreijährigen Tätigkeit als Privatdozent wurde er im August 1897 als außerordentlicher Professor für organische Chemie an die Technische Hochschule Darmstadt berufen.
Im Jahr davor hatten er und seine Frau Louise geb. Weiffenbach in Gießen geheiratet. Aus der Ehe gingen drei Töchter hervor. Die Familie wohnte in Darmstadt im eigenen Haus im Paulusviertel, in der Rückertstr. 21. Zum 16. Juni 1908 wurde Finger ordentlicher Professor für organische Chemie an der TH Darmstadt.
In den Jahren 1910–1913 sowie 1925–1927 war Finger Dekan. Vom 1. September 1917 bis zum 31. August 1918 war er Rektor der Hochschule. Finger gilt neben Otto Berndt als Mitbegründer der Vereinigung von Freunden der TH Darmstadt (Ernst-Ludwigs-Hochschulgesellschaft), die im Juni 1918 noch vor dem Ende des Ersten Weltkrieges im Beisein von Ernst Ludwig (Hessen-Darmstadt, Großherzog) gegründet wurde.
Finger war durchgehend vom Studienjahr 1911/12 bis 1922/23 Vorsitzender des Akademischen Ausschusses für Leibesübungen und hat in dieser Funktion zum Ausbau des Sportangebots für Studierende an der TH Darmstadt beigetragen und entsprechende Aktivitäten zur Einwerbung von staatlichen und privaten Mitteln für den Bau des Hochschulstadions an der Niederramstädter Straße entfaltet.
Im Herbst 1929 wurde Finger im Alter von 65 Jahren emeritiert. Er verstarb am 4. September 1940 in Darmstadt, wenige Monate nach seinem langjährigen Freund und Mitstreiter Otto Berndt.

## Ehrungen
- Zentenarmedaille
- Landwehrdienstauszeichnung II. Klasse
- 1912: Verleihung des Ritterkreuzes I. Klasse des Verdienstordens Philipps des Großmütigen
- 1926: Ehrenmitglied der Vereinigung von Freunden der Technischen Universität zu Darmstadt.